# Guzmania variegata
Guzmania variegata är en gräsväxtart som beskrevs av Lyman Bradford Smith. Guzmania variegata ingår i släktet Guzmania och familjen Bromeliaceae. Inga underarter finns listade i Catalogue of Life.